# Chersodromia hawaiiensis
Chersodromia hawaiiensis är en tvåvingeart som beskrevs av Axel Leonard Melander 1938. Chersodromia hawaiiensis ingår i släktet Chersodromia och familjen puckeldansflugor. Inga underarter finns listade i Catalogue of Life.